# Сак Сити (Ајова)
Сак Сити (енгл. Sac City) град је у америчкој савезној држави Ајова. По попису становништва из 2010. у њему је живело 2.220 становника.

## Демографија
Према попису становништва из 2010. у граду је живело 2.220 становника, што је -148 (-6.3%) становника више него 2000. године.
| Група             | 2000.         | 2010.         |
| Белци             | 2.324 (98,1%) | 2.178 (98,1%) |
| Афроамериканци    | 8 (0,3%)      | 3 (0,1%)      |
| Азијати           | 2 (0,1%)      | 5 (0,2%)      |
| Хиспаноамериканци | 22 (0,9%)     | 5 (0,2%)      |
| Укупно            | 2.368         | 2.220         |